# ذخیره‌گاه دولتی زاقاتالا
ذخیره‌گاه دولتی زاقاتالا (به لاتین: Zagatala State Reserve) یک منطقه حفاظت‌شده و ذخیره‌گاه طبیعی در جمهوری آذربایجان است که در شهرستان زاقاتالا واقع شده‌است.